# Witten (Assen)
Witten ist ein Ortsteil der Gemeinde Assen in der Provinz Drenthe (Niederlande). Sie liegt zwischen Bovensmilde und Assen. Im Südwesten ist die Ortschaft an die Autobahn 28 angeschlossen.
Nahe der Ortschaft befindet sich die Motorradrennstrecke TT Circuit Assen, auf der unter anderem die Dutch TT im Rahmen der Motorrad-Weltmeisterschaft ausgetragen wird.
In Witten gibt es mehrere Campingplätze, im Norden der Ortschaft ist ein Baggersee entstanden, der in den Sommermonaten als Ausflugsziel stark frequentiert wird.
Erstmals wurde eine Flur namens Witten 1294 urkundlich erwähnt. Zwischen 1302 und 1487 gehörte das Gebiet dem Zisterzienser-Kloster Mariënkamp (Maria in Campis) in Assen. Im Zuge der Reformation wurden dem Kloster ihre Besitzungen aberkannt, im Jahr 1600 ging Witten mit den inzwischen angesiedelten Höfen in den Besitz der so genannten „Landschap Drenthe“ über, dem Vorläufer der heutigen Provinz Drenthe. Heute stehen mehrere der Höfe in Witten unter Denkmalschutz.

## Buurtschap
Witten wird von der Gemeinde Assen offiziell als „Buurtschap“ geführt, was in Deutschland mit Weiler übersetzt wird. Tatsächlich entspricht die Größe dieser Buurtschap eher der eines eigenständigen Ortsteils oder Dorfes.